# 楓糖班戟漢堡
楓糖班戟漢堡（英語：McGriddles）是美式快餐連鎖店麥當勞販售的三明治，於2003年首次發售，它的特點在於把原本夾著餡料的兩塊麵包改成兩塊班戟。至2024年11月為止，現正或曾經在美國、加拿大、日本、巴西、菲律賓、新加坡、土耳其、香港、澳門、台灣等地的麥當勞餐廳出售。

## 歷史
2002年4月，麥當勞的楓糖班戟漢堡已進入內部試驗階段，同年推出到美國南部市面。2003年6月10日正式在美國全國銷售。同時也在加拿大發售該產品。推出時麥當勞以「奇怪，不過怪得好」（Weird. But a good kind of weird.）作為它的宣傳標語。它的出現導致美國麥當勞當年的早餐銷售量升高，也成為加拿大麥當勞銷售金額上升的原因之一。
2007年，楓糖班戟漢堡打入了日本市場。2008年5月，巴西麥當勞開始提供早餐服務，當中菜單包含楓糖班戟漢堡。2011年，它在新加坡推出內含火雞煙肉的楓糖班戟漢堡。2015年，麥當勞開始在美國聖地牙哥測試全日早餐服務的可行性，在非早餐時段提供原本只在早上提供的餐點，但不包含楓糖班戟漢堡。次年9月在美國全國開始全日銷售楓糖班戟漢堡等餐點。
2018年，它在美國推出新的楓糖班戟漢堡菜式，當中加入了為大多麥當勞早餐漢堡三倍份量的肉。2020年，它推出了加入麦香鸡雞排的楓糖班戟漢堡。香港麥當勞於2024年7月27日凌晨4時至7月29日全日出售楓糖班戟漢堡，並且提供兩種款式，分別是「楓糖班戟豬柳漢堡」及「楓糖班戟豬柳蛋漢堡」，期間賣出一百萬份，3天試售結束後於8月5日正式在香港上市，不過只限早餐時段提供，澳門亦於當日開始銷售。香港至9月28日中止銷售，到同年12月17日恢復在早餐時段供應。11月13日，台灣麥當勞開始供應厚鬆餅堡，共提供「豬肉厚鬆餅堡」、「豬肉蛋厚鬆餅堡」、「火腿蛋厚鬆餅堡」三款款式予顧客選購。

## 食品描述
這款漢堡的最外層是兩塊用楓糖調味的班戟，並且上面烤有代表麥當勞產品的英文字母「M」標誌。它的內餡因地區而異。美國麥當勞在初推出時提供三種款式予顧客選擇——楓糖班戟豬柳漢堡、楓糖班戟豬柳蛋漢堡、楓糖班戟煙肉蛋漢堡。另外亦有內含三倍肉的版本。
據希拉里·韋弗（Hilary N. Weaver）和凱利·傑克遜（Kelly F. Jackson）2010年發表在《儿童与青少年社会工作杂志》（Child and Adolescent Social Work Journal）上的研究，加入了豬柳和芝士的楓糖班戟漢堡因屬於高脂（32克脂肪）和高鈉質（1360毫克鈉）食物，故可歸類為「不健康」。

## 評價
《国家餐厅新闻》（Nation's Restaurant News）的格雷格·塞布齊斯基（Gregg Cebrzynski）對麥當勞把該產品的宣傳賣點定為「奇怪」感到不解，因為他本人認為楓糖班戟漢堡只是有點與別不同，不至於以具潛在負面意義的「奇怪」形容。《紐約每日新聞》的大衛·欣克利（David Hinckley）在2003年對楓糖班戟漢堡表示好評，但形容當中的班戟「中規中距」——他把這一評價歸因於班戟易冷及需要夾餡的特點。《华盛顿邮报》的提姆·卡曼（Tim Carman）在品嚐过2018年加了三倍肉的楓糖班戟漢堡後，說他的腦袋充滿了「糖漿、牛油、羞恥感」。
它在日本推出後，成為香港人及台灣人旅客會在旅日途中購買的當地限定食品——此一潮流驅使香港部分餅店及麵包店推出同類型的漢堡。2008年，《新假期》的評論者讚揚該漢堡的味道「相當匹配」。這一評價後為BuzzFeed Japan的岡田兆子和《香港經濟日報》的鄧藹霖所讚同。不過，Gigazine的評論者對漢堡的味道能否配合表示疑問，並指自己無法讚好或批評該款食物。《東Touch》的評論形容楓糖班戟漢堡為「香甜嫩口」。
岡田兆子和鄧藹霖亦分別對它的班戟表示好評，指它「有嚼勁」或「鬆軟」。香睿剛在《星島日報》上則評論說它比豬柳漢堡更能讓人飽餐一頓。

## 外部鏈接
- 维基共享资源上的相關多媒體資源：楓糖班戟漢堡